# Paljevina
Paljevina je naselje u Hrvatskoj, regiji Slavoniji u Osječko-baranjskoj županiji i nalazi se u sastavu općine Drenje.

## Zemljopisni položaj
Paljevina se nalazi na 148 metara nadmorske visine (središte sela) i na jugoistočnim obroncima Krndije. Selo se nalazi na županijskoj cesti ŽC 4119. Susjedna naselja: istočno su Potnjani, južno je općinsko središte Drenje, zapadno Slatinik Drenjski, a sjeverozapadno je Bučje Gorjansko i sjeverno su Bračevci. Pripadajući poštanski broj je 31418 Drenje, telefonski pozivni 031 i registarska pločica vozila DJ (Đakovo). Površina katastarske jedinice naselja Paljevina je 4,63 km2.

## Stanovništvo
Prema popisu iz 2011. naselje je imalo 183 stanovnika.
| broj stanovnika | 154   | 207   | 166   | 254   | 281   | 335   | 366   | 341   | 337   | 331   | 361   | 311   | 258   | 247   | 212   | 183   | 139   |
|                 | 1857. | 1869. | 1880. | 1890. | 1900. | 1910. | 1921. | 1931. | 1948. | 1953. | 1961. | 1971. | 1981. | 1991. | 2001. | 2011. | 2021. |

## Crkva
U selu se nalazi rimokatolička crkva Sv. Andrije apostola koja pripada katoličkoj župi Sv. Mihaela arkanđela u Drenju i đakovačkom dekanatu Đakovačko-osječke nadbiskupije. Crkveni god (proštenje) ili kirvaj slavi se 30. studenog.

## Obrazovanje i školstvo
- Područna škola do 4. razreda koja radi u sklopu Osnovne škole Drenje.

## Šport
- NK Mladost Paljevina, trenutačno je u stanju mirovanja.

## Ostalo
- Dobrovoljno vatrogasno društvo Paljevina,

## Vanjska poveznica
- http://os-drenje.skole.hr/  Arhivirana inačica izvorne stranice od 20. srpnja 2019. (Wayback Machine)
- ARKOD preglednik

|  | Portal Hrvatske – Pristup člancima s tematikom o Hrvatskoj. |